# Lauren Kate
Lauren Kate (Dayton, Ohio, 1981. március 21. –) fiataloknak szóló könyveket író amerikai szerző. A könyveit több mint harminc nyelvre lefordították, a The Betrayal of Natalie Hargrove és a Fallen pedig egészen a 3. helyig jutott a New York Times Bestseller listáján, Gyermekeknek kategóriában.
Később a Fallen kisebb megszakításokkal az első helyen végzett egy éven és négy hónapon keresztül. Folytatása a Torment megjelenésekor szintén megszerezte az első helyet, így a Fallen "visszacsúszott" a másodikra. A 2011. június 14-én megjelent Passion szintén tarolt. A könyvsorozat más országok listáján is kiemelkedő helyen végzett.
A Disney készített egy filmet a könyvből Fallen's címmel.

## Élete
Kate a texasi Dallasban nevelkedett, később kollégista volt az atlantai Georgiában. Később úgy nyilatkozott, hogy a tapasztalata a polgárháborúról az „öreg délen", Atlanta területén inspirálta arra, hogy belekezdjen a Fallenbe.
Az írónő azt mondta, nem a saját középiskolája volt az alapja a Fallenben szereplő Sword & Cross iskolának. Azonban tény, hogy a The Betrayal of Natalie Hargrove című könyvében van némi alapja saját élményeinek. A Fallen-t több hónapos teológiai kutatás után kezdte meg. A források szerint a sorozat ötletét a főiskolán kapta Kaliforniában, a Biblia tanulmányozása közben.
Az írónő jelenleg Los Angelesben él.

## AFallensorozat könyvei
- 2009. december 9. – Fallen. Kitaszítva; fordította: Farkas Veronika; Könyvmolyképző, Szeged, 2011 (Vörös pöttyös könyvek) ISBN 9789632454009
- 2010. szeptember 28. – Torment. Kín; fordította: Godó Klára; Könyvmolyképző, Szeged, 2012 (Vörös pöttyös könyvek) (Fallen 2.) ISBN 9789632455938
- (2011. június 14. –  Passion. Végzet. A Torment folytatása; fordította: Godó Klára; Könyvmolyképző, Szeged, 2012 (Vörös pöttyös könyvek) (Fallen 3.) ISBN 9789632456591
- 2012. június 12. – Rapture. Boldogság; fordította: Godó Klára; Könyvmolyképző, Szeged, 2013 (Vörös pöttyös könyvek) (Fallen 4.) ISBN 9789633730652
- 2012. január 27. – Fallen in love. Szerelemben. Történetek a Fallen-sorozathoz; fordította: Godó Klára; Könyvmolyképző, Szeged, 2014 (Fallen 3,5) ISBN 9789633992111
- 2015. november 10. – Unforgiven. Megbocsátás; fordította: Szőke Julianna; Könyvmolyképző, Szeged, 2018

## Egyéb könyvei
- The Betrayal of Natalie Hargrove (2009 november)